# Peramphithoe spuria
Peramphithoe spuria is een vlokreeftensoort uit de familie van de Ampithoidae. De wetenschappelijke naam van de soort is voor het eerst geldig gepubliceerd in 1978 door Krapp-Schickel.